# Elise Eskilsdotter
Elise Eskilsdotter (Elise Eskildsdatter) (morte vers 1483) est une noble norvégienne devenue une pirate notoire.

## Biographie
Elise est la fille d'Eskild Ågesen et Elisabeth Jakobsdatter Hegle. Son père est un chevalier de Scania. Vers 1420, elle épouse le Norvégien Olav Nilsson (1400-1455) qui est un membre de la famille noble Skanke (en).
Olav Nilsson sert en tant que membre de la Riksråd de la Norvège. Il est anobli par le roi Eric de Poméranie en 1430. En 1438, il est nommé capitaine de Bergenhus. Vers 1440, il devient suzerain féodal à Ryfylke en Rogaland, Norvège. Riche propriétaire terrien avec des propriétés à la fois en Norvège et au Danemark,  Olav sert plus tard le roi Christian 1er de Danemark, en tant que  corsaire au cours de la guerre dano-Hanséatique (1426-35). Après le traité de Vordingborg en juillet 1435, le roi Christian fait la paix avec la Ligue Hanséatique. Cependant Olav continue d'attaquer les navires marchands allemands contre les ordres du roi. En conséquence, en 1453, le roi renvoie Olav. En 1455, Olav Nilsson est assassiné à Abbaye de Munkeliv (en) avec son fils Nils, son frère Peder Nilsson Skanke, ainsi que Leif Thor Olafsson, évêque de Bergen,,,.
Après sa mort, Elise Eskilsdotter et ses enfants mènent une guerre ouverte contre le commerce  allemand des marchands de Bergen. Son fils aîné, Olav, est tué dans un naufrage en 1465, mais le plus jeune, Axel continue les activités. Comme beaucoup d'autres membres de la noblesse norvégienne, Elise est opposée au règne danois sur la Norvège. En 1468, le Roi Christian Ier de Danemark confisque son fief, parce qu'il n'a plus confiance en elle. Elise Eskilsdotter meurt vers 1483,,.

## Autres sources
- Carlquist, Gunnar (1937) Svensk uppslagsbok. Bd 20 (Malmö: Svensk Uppslagsbok AB)